# 日曜はダメよ (テレビドラマ)
『日曜はダメよ』（にちようはダメよ）は、日本テレビ系列で1993年4月17日から6月26日に「土曜グランド劇場」枠で放送されたテレビドラマ。

## 概要
- 「日曜はダメよ」は「日曜」の部分を「○」と表記して中に「日曜」を書き、「ダメ」の部分を「×」として表記して、ルビに「ダメ」と書いていた。遠目で見ると「○は×よ」に見える。
- こまごまとしたことで笑いを取るような事柄が多く、実際はありえない。バブル期の余韻を残している作品である。
- 「フッ！！」と言って片手を相手に振り下ろす仕草で感情を表現するシーンがあるが、「どうにもできない怒り」「ダメじゃん」（相手がある場合）、「やりきれない思い」（自分に向けた場合）などの隠れた感情を表しているシーンが多く見受けられるのが独特であった。
- ドラマ中に「西遊記」にリスペクトされている部分が多々見受けられる。
- なお、唐沢寿明は次の年である1994年に、本当に「西遊記」で孫悟空役で主演を果たし、この放送終了から23年6ヶ月後の2016年に、「THE LAST COP/ラストコップ」で同枠主演を務める。
- 唐沢寿明と中野英雄は「愛という名のもとに」以来1年ぶりの共演である。

## キャスト
- 森田風吹 - 田中美佐子： 犯罪心理学者・大学講師。理奈の母。
- 森田理奈 - 山本麻樹（ねずみっ子クラブ）： 吹雪と佐伯俊之の子供。
- 佐伯政人 - 唐沢寿明： 大学講師　風吹の元義理の弟。 カッパ。
- 飯島信夫 - 中野英雄： 大学事務員。風吹に好意を寄せる一人。ブタ。
- 神崎晃 - 柳葉敏郎： 警察官。はじめは気にも留めなかったが風吹が気になりだす。サル。
- 佐伯俊之 - 益岡徹： 弁護士。風吹の元夫。
- 和田光恵 - 大島智子： 佐伯俊之の婚約者。
- 桜井朋美 - 田中加奈子： 大学事務員。
- 飯島修平 - 田鍋圭助： 飯島信夫の子供、理奈と同級生。
- 岡本行雄 - 伊武雅刀： 風吹の恩師。佐伯俊之と森田風吹との仲人。 実際は風吹に好意を寄せる。
- 先輩サブやん - 河原さぶ： 晃の上司（breeze,2から登場、毎回扇子にことわざが書かれている）。
- 神崎ミキ - 菅井きん： 晃の母。
- 宮坂警視 - 萩原流行： ニューヨーク帰りの捜査官。マニュアルに頼りすぎて頓珍漢な行動をする。
- 宮坂隆夫 - 渡辺裕之
- 辻祥子 - 水島かおり
- 大川康平 - 小林昭二
- 辻健一郎 - 寺脇康文： breeze,7で登場。
- チンピラ - 勝俣州和： breeze,1で、森田風吹と出会うシーンで神崎晃に捕まるチンピラ役。
- 刃物男 - 古田新太： breeze,1で、森田風吹を人質にする刃物男。森田風吹にキスを無理やり奪われ落ち着きを取り戻し最後は神崎晃に素直に投降する。
- 露崎商店（骨董屋）の店主 - 村上冬樹： 最終回すべてが終わったときスーっと姿を消す。

## あらすじ
離婚調停中の弁護士「佐伯俊之」と妻としてはダメな犯罪心理学者である「森田風吹」の葛藤と、風吹を中心とした同僚の義理の弟である佐伯政人、同学校事務員の飯島信夫、刑事の神崎晃との四角関係と、理奈と風吹の親子愛を描いドタバタコメディー。
breeze,1
- ランニング中に老人が営む古美術店（露崎商店）を発見、人形を一戸ずつ願を掛けで買うことになる。
- 刃物を持って風吹を人質にとった凶悪犯（古田新太）を風吹がキスをして落ち着かせ、犯人が説得され神崎に投降して解決。

breeze,2
- 前に先輩が殉職した事件(江川事件)の担当に刑事側で神崎晃が担当、刑事事件専門の弁護士である佐伯俊之が担当することとなる。その鑑定結果を聞きに森田風吹のところへ状況を聞きに来た神崎だが、風吹は義理の弟である佐伯雅人に鑑定を委託されて。逮捕した犯人を、冤罪だと佐伯政人から、風吹からも指摘。佐伯雅人と神崎晃二人気になったところで神崎晃は事件のことで苦言をいうが、扉の外で聞いていた風吹は激怒して「サル！カッパ！あなたたちに何がわかるのよ！出て行け！」と怒鳴る。部屋の外の出された二人は、「ハッ！！」っと怒りを込めて言い合って別方向へと去っていく。
- 風吹の子である、森田理奈とバスの中で出会う。理奈が下車の時に、風吹と佐伯の子であることに気付く。佐伯俊之の結婚相手「和田光恵」が強引に理奈に合いに来たため、理奈が反発し佐伯の元から居なくなる。居なくなった理奈は、同級生の男の子とその父である飯島信夫と出会い、その家に食事を作りに行く。理奈が居なくなったことを佐伯から聞かされた風吹は、神崎晃に連絡、断られるが、神崎晃は気になり風吹の自宅へ。自宅では警察が身代金の連絡が来ることを想定し装備を整えていたところへ、佐伯政人が乱入。風吹を非難する。一方理奈の連絡がおくれ、公衆電話（携帯電話がない時代です）から連絡を入れ風吹がでるが、家の状況から警察や政人と俊之にそれをいうことをためらっていたところに理奈と送ってきた飯島信夫が風吹の家に来た。

breeze,3
- ゴールデンウィーク前、風吹は露崎商店に出向くが次来る時は休みだと伝えられる。だが、特別に7時まで開いておくことをといわれる。
- 理奈のタロット占いで、三人の勇者が助けるという占いが出たと告げる。
- 理奈が父の佐伯俊之の事務所に出向くが、運悪く佐伯俊之の事務所に銀行強盗の仲間を助けようと清掃員の格好で入り込んだ立て篭もり犯が乱入、二人は人質となる。
- 優秀な？アメリカかぶれの警視、宮坂シンイチロウ（萩原流行）がその捜査の指揮を行うが、マニュアルどおりの戦略しかとらないので
- 風吹が、理奈の代わりに人質となる。理奈が助けてくれる人を集めるが、佐伯政人（河童）、飯島信夫（豚）、神崎晃（猿）であった。警察とは別行動で通気口から入り強行突破をはかり、二人を助け出す。

breeze,4
- 風吹がランニング中、行き倒れの老婆（菅井きん）を自宅へつれて来て介抱する。
- ちょうど前日酔っ払って風吹の家雪崩込んで寝ていた佐伯政人は横に居た老婆を見てびっくりする。
- 政人がその老婆を息子の職場に連れて行って、その老婆が猿（神崎晃）の母であることに気付いた。
- 神崎晃の母が東京に来た目的は晃の嫁探しであったため、晃は警察中に嘘でもいいからと相手を探すが誰にも相手にされない。泣く泣く風吹に所へ頼みに行く。実験相手を欲しがった風吹は交換条件に実験を手伝う条件を晃につきつけ了承させる。一方、上司である岡本行雄からも、恩師から結婚を迫られており、それを避けるために風吹にフィアンセの代わりとして恩師と会うことを頼む。風吹は岡本行雄から、実験で使うための新型で最高級の「ポリグラフ」の導入を条件に見合いのダブルブッキングを行ってしまう。
- ダブルブッキングがばれた神崎は、母を送るときにといわれた一言、「晃、おまえ風吹さんにほれちょるがの」という一言で、気がつくことになる。

breeze,5
- ポリグラフの実験者になった神埼は、ポリグラフ検査で風吹が好きであるというのがバレる夢を見てしまう。それが嫌で、約束を反故にしてあちらこちらを逃げ回るが、風吹が神崎の自宅の鍵を管理人に開けさせ入り込む。帰ってきた神崎に、風吹は壁に掛けてある神崎が最も敬愛しているジーパン刑事（「太陽にほえろ」の故・松田優作）の壁掛けを鋏で突き刺そうとして、神崎の再度了承をもらう。
- 神崎の部屋で、お腹がすいた風吹はここで食事を勝手に作ろうとする。「お勝手だから勝手に作っていいじゃない」とギャグにならない言い訳で説得。食事を作っている最中に、手を怪我する風吹、それを見て神埼が交代したはいいが、その料理を作っている声と風吹の「わ〜すごい！！」という声を聞いた佐伯政人は勘違いをして神崎の部屋へ飛び込む。
- 和田光恵と理奈が合うということを知った風吹は、ポリグラフ検査を放り出して自宅へ戻る。その話で、理奈を問い詰めるが、言おうとしたが聞く耳を持っていなかったことを風吹に言って家出をしようとするが、代わりに風吹のほうが家を出る。
- 風吹は神崎の元（警察署）に行き、二人で屋上で宴会を行う。

breeze,6
- 大学内でミスコンを行うこととなり、出場者が大々的に募集される。
- ミスコンの一位に選ばれたのが風吹だった。そこから、バツ一子持ちである風吹を獲得するために、プロモータ宮坂隆夫（渡辺裕之）がつき、一大祭りが始まる。だが、出場者は一向に来ず、入ったのは二人、佐伯政人と神崎晃であった。知力・体力的には見かけに合わず互角になり、最終決着でまたもや引き分けになったが、それ以上はもういいとプロモーターから中止が決定。だが二人はそれでも競技を行った。

breeze,7
- 同窓会に行く風吹。そこで同級のあこがれていた辻健一郎（寺脇康文）と出会う。その男は劇団をやっていて、ひょんな事から彼の劇団で劇をすることになり、題目と出演者を検討、題が「西遊記」になる。この演劇のをこなす役者として猿（神崎晃）、豚（飯島信夫）、河童（佐伯政人）がそろい、風吹が三蔵法師をすることとなる。
- その劇で、辻健一郎は子供の面倒を見る許可を親（大川康平）からもらうこととなる。

breeze,8
- 岡本行雄から公開講座の依頼を受けるが、戸惑う風吹だった。一方、佐伯政人は和田光恵に会いこの公開講座に来るよう進める。その帰りに政人はエレベーター中で痴漢に間違われる。その相手が、飯島の元妻であった。

breeze,9
- ランニング中に行っていた古美術店が空き巣に会い、人形を盗られてしまう。風吹は仕事を放ってでも必死で探す。政人は風吹を問い詰めるが、それでも何もいわず人形を探す。
- 理奈はその間に具合が悪くなり、政人によって自宅へ。
- 風吹の思いを知った三人は協力し、残り3体の人形をそれぞれに自分の能力で必死で探し出す。三体の人形の行方は職業柄神崎刑事が探り出す。それぞれの「特技」を活かし、神崎　晃：行方不明の息子の帰りを待つ母親　佐伯政人：超セレブの有閑マダム邸　飯島信夫：暴力団事務所　へと向かう。

breeze,10
- 風吹は、理奈と一緒に暮らせなくなることを遂に三人に事情をうちあける。
- 風吹は、佐伯俊之に改めて理奈と暮らせるようにお願いするが、許してもらえない。
- 三人もそれぞれの転機を迎えるが、風吹のことがきになる。痺れをきらした神崎は、佐伯俊之に、風吹と理奈が一緒に暮らせるようお願いするが、聞いてもらえず、神崎は、佐伯俊之を殴ってケガをさせてしまう。
- ついにそのことを理奈は知り、風吹の家を飛び出してしまう。

The Last breeze
- 風吹の研究成果が認められ、発表の機会を与えられるが、理奈のことが気になり、断ってしまう。そのことを知った理奈は、佐伯俊之と一緒に海外にいくことを風吹に伝える。
- 理奈が旅立つ日の朝、理奈の留守電を聞いた風吹。理奈の伝言が聞けずに留守電は終わってしまう。風吹は、空港へと走り出す、そのとき12体の人形が奇跡のメロディーを奏でだす。奇跡のメロディーは、5人だけに聞こえる。また、理奈の乗る予定だった飛行機がなぞの通信により離陸不能となり結果として理奈は成田に残る。このときのなぞの通信も「奇跡のメロディー」だった。

## 人形にまつわる逸話
- 「12個揃うまで人に言ってはならない」と露崎商店の主人と約束する。
- 1902年イギリスのチャールズという子供の父親が町の人形細工につくらせた。そのチャールズが一人娘に人形を託す「必ず帰ってくるから」と誓って戦争へ出征。娘は、父チャールズが帰ってくることを毎日のように祈った。ある朝、奇跡のメロディーが流れ父親が帰ってきた（ドラマ中の露崎商店の主人の話）。

## 理奈命名の逸話
- ある神社にお参りに行ったとき、風吹が陣痛を起こして動けなくなる。たまたま、助けてもらった方が残していったハンカチに刺繍されていた名前が理奈だった。
  - 最終回に、同じ神社へ行き、妊婦を助ける。その妊婦に汗を拭くように手渡したハンカチには風吹の名前が入っていた。

## 先輩サブやんの扇子の言葉
- breeze,2 　質実剛健
- breeze,3 　正義は勝つ
- breeze,4 　快刀乱麻
- breeze,5 　問答無用
- breeze,6
- breeze,7 　天真爛漫
- breeze,8
- breeze,9
- breeze,10　一念発起

## パロディー
- breez,6

イベントが終了し挨拶を終えて帰ろうとする宮坂隆夫（渡辺裕之）に教授の岡本（伊武雅刀）は「ヤマト（エージェンシー）の諸君、勝負は最後までごらんいただく」と言い放つ。岡本が大きく「ファイトー！」というと宮坂が小さな声で「一発！」と返す。宮坂を演じる渡辺裕之はリポビタンDのCMに出演していたため、一種のパロディーとなっている。また、宮坂の所属するイベント会社がヤマトエージェンシであり、自然岡本の宮坂たちに対する台詞は「ヤマトの諸君…」から始まる（上述）。「宇宙戦艦ヤマト」のデスラー（声：伊武雅刀）の台詞を彷彿とさせるものがある。

## 主題歌
- 「瞳を僕にちかづけて」コルベッツ

## スタッフ
- 脚本:小此木聡、寺田敏雄、深沢正樹
- 音楽:ゴンチチ(アルバム「日曜はダメよ　オリジナルサウンドトラック」)
- 制作:平林邦介
- プロデュース:田中芳樹、太田雅晴
- 演出：井上健、佐藤東弥、阿部雄一

## サブタイトル
このドラマはサブタイトルがなく、毎回あらすじにみられる「breeze」＋数字だけが表示されていた。
| 日本テレビ 土曜グランド劇場                  | 日本テレビ 土曜グランド劇場         | 日本テレビ 土曜グランド劇場                |
| 前番組                                       | 番組名                              | 次番組                                     |
| -------------------------------------------- | ----------------------------------- | ------------------------------------------ |
| ちょっと危ない園長さん (1993.1.9〜1993.3.20) | 日曜はダメよ (1993.4.17〜1993.6.26) | ポケベルが鳴らなくて (1993.7.3〜1993.9.25) |